# حمض اليورسوليك
حمض اليورسوليك هو مركب كيميائي من فصيلة التربينات الثلاثية.

## الوفرة الطبيعية
نشر علماء من جامعة أيوا الأمريكية نتائج أبحاث قاموا بها، تؤكد ان قشر التفاح بمختلف أنواعه يحتوي على مركبات طبيعية تشكل «ذخيرة حية» تُسهم بإذابة الدهون، مما يؤدي إلى التخلص من الوزن الزائد. ويعود ذلك إلى احتواء قشر التفاح على مواد تساعد على ازدياد في معدل الكتل العضلية والخلايا الدهنية السمراء، الأمر الذي يؤثر بشكل فعال على حرق الدهون المتراكمة.
ويؤكد الباحثون القائمون على الدراسة ان قشر التفاح يحتوي على مادة الـ «يورسوليك» التي ساعدت فئران خضعت للتجارب على حرق سعرات حرارية أكثر، سمح لها بتخفيف أوزانها الزائدة ، مما يعني ان تناول قشر التفاح يعتبر أحد عوامل «تأجيل فرص الإصابة بالسكري ودهون الكبد».
ويشير العلماء إلى ان حمض الـ «يورسوليك» يتمتع بقدرة لا تقتصر على إذابة الشحوم فحسب، بل تتجاوزها لتشكل عائقاً أمام اكتساب الوزن الزائد، وذلك بواسطة الخلايا الدهنية السمراء، التي خلصت نتائج سابقة إلى قدرتها على منح استقرار في مستوى السكر والكوليسترول في الدم. كما يؤكد هؤلاء ان الكتلة العضلية تعد إحدى أهم الوسائل التي يمكن من خلالها حرق سعرات حرارية أكثر.